# 斯佩克特
斯佩克特（英語：Spector；全稱：斯圖爾特斯佩克特設計有限公司），是美國的吉他製造商。

## 歷史
創辦人Stuart Spector和Alan Charney最初是Brooklyn Woodworkers Coop的成員，由朋友兼合作社的Billy Thomas教授機器木工，Ned Steinberger參加了Cooper Hewitt博物館的家具設計培訓。
到1977年，斯派克特擴大到租用4000平方英尺以下的整個樓層。包括租金，熱力和電力在內的空間成本為每月450美元。第一個全職員工是Vinny Fodera，後者最終開始了自己非常受尊敬的Fodera貝斯系列。該地區可用資源包括布魯克林海濱碼頭附近的硬木進口商以及金屬批發商。
第一次投入大規模生產技術的合資企業是由合同提供的，該合同提供史丹頓島DiMarzio公司出售的替代吉他脖子。這導致了設備的發展，以打磨脖子的成品形狀，並在安裝品中進步。為了專注於Spector低音的生產，1982年底參與OEM的業務減少。1982年，Harold "Hap" Kuffner也加入了Spector的國內和國際銷售經理。這導致國內外經銷商和分銷商數量大幅增加。
1983年，在同步之旅開始時，由Dan Martin的St.Charles吉他交易所所有者將白色的Spector NS-2低音賣給Sting，並為其餘的全球巡迴演出和拍攝。多年以後，這些低音被捐贈給俄亥俄州克利夫蘭的搖滾名人堂博物館，並在那裏展出。
1985年底，Spector品牌被出售給Neptune New Jersey的Kramer Guitars，所有設備和生產都搬到了新的Kramer工廠。斯圖亞特和艾倫仍然擔任監督和顧問，生產量大幅度增加，每月最多可達100件。在此期間，韓國開始生產NS-2A型號的產品，使得這些設備的銷售能夠進入大眾市場。到1990年，Kramer被迫破產，所有Spector生產停止。
經過兩年的停頓之後，斯圖爾特在紐約伍德斯托克附近開設了一家名為斯圖爾特斯派克設計有限公司的新公司，並推出了在新澤西州大西洋城的納姆展上首次亮相的SD貝司。一個工作空間租在伍德斯托克外面，今天仍在使用。隨著業務合作夥伴PJ Rubal的加入，Stuart和PJ繼續發展公司的樂器模型產品，銷售和藝術家名冊。
1987年對捷克斯洛伐克進行了一次諮詢訪問，最終導致與當地一家名為NBE Corp的工廠建立了長期合作關係，並生產銷往世界各地的歐洲Spector低音系列產品。
到1998年，斯圖爾特終於能夠購回Spector商標的權利，並恢復以完整的原始格式生產貝司。
在伍德斯托克紐約附近繼續生產美國貝司和吉他。2006年引入了數控加工技術，並隨後擴展了模型和功能。新的項目包括ARC6和肯梅爾電吉他和CTB雕刻的頂級低音。
從2015年開始，Korg USA在美國和加拿大管理進口低音分銷，其中包括捷克共和國非常流行的歐洲貝司和亞洲生產的Legend系列。

## 外部連結
- （英文）斯佩克特